# Roberto César
Roberto César (nacido el 19 de diciembre de 1985) es un futbolista brasileño que se desempeña como delantero.
Jugó para clubes como el Figueirense, Albirex Niigata, Avaí, FC Tokyo, Coritiba, Criciúma, Ceará y Ponte Preta.

## Trayectoria

### Clubes
| Club                 | País          | Año         |
| -------------------- | ------------- | ----------- |
| Figueirense          | Brasil        | 2003 - 2004 |
| Albirex Niigata      | Japón         | 2004        |
| Hermann Aichinger    | Brasil        | 2005        |
| Figueirense          | Brasil        | 2005 - 2006 |
| Cabofriense          | Brasil        | 2007 - 2009 |
| Macaé                | Brasil        | 2007        |
| Tigres do Brasil     | Brasil        | 2008        |
| Avaí                 | Brasil        | 2009 - 2010 |
| FC Tokyo             | Japón         | 2011 - 2013 |
| Coritiba             | Brasil        | 2012        |
| Ulsan Hyundai        | Corea del Sur | 2013        |
| Avaí                 | Brasil        | 2014 - 2016 |
| Grêmio Novorizontino | Brasil        | 2016        |
| Criciúma             | Brasil        | 2016 - 2017 |
| Grêmio Novorizontino | Brasil        | 2017        |
| Ceará                | Brasil        | 2017 - 2018 |
| Ponte Preta          | Brasil        | 2018 -      |